# Cecek Records
Cecek Records je české nezávislé hudební vydavatelství zaměřené převážně na punk a hard core založené v roce 2001. Duchovním otcem projektu je Jakub 'Cecek' Tauber, který se kromě vydávání desek interpretů soustředí i na pořádání festivalů a koncertů. Původním záměrem bylo podpořit regionální kapely havlíčkobrodska, ale dnes u tohoto vydavatelství vycházejí skupiny z celé České republiky. Jde například o punkové kapely N. V. Ú., Punk Floid nebo Nežfaleš, hardcore skupinu X-Core nebo metalové Anime Torment.